# Macrovirus
I macrovirus sono tipi di malware.

## Descrizione
Si tratta di virus che infettano le macrodefinizioni dei programmi di videoscrittura come per esempio quelli del software Microsoft Office. Questa tipologia di virus viene infatti realizzata tramite un linguaggio che permette di creare dei piccoli codici detti in gergo macro (macrodefinizioni, macrofunzioni), per eseguire una serie di comandi che consentono di velocizzare le operazioni più frequenti. Le macro infatti permettono tra l'altro di legare tra loro più comandi, inserire ad esempio una tabella con dimensione e numero di righe e di colonne specifico. 
Velocizzare diverse operazioni come la selezione di un'opzione in una finestra di dialogo, oppure operazioni di modifica e formattazione o automatizzare una serie complessa di operazioni.
Questo linguaggio può anche essere utilizzato per creare dei virus. Il macro virus è un vero e proprio programma che viene eseguito dal processore e si diffonde appunto attraverso fogli di lavoro di Excel, documenti di Word, e altri applicativi, quindi può essere particolarmente dannoso, rischiando addirittura di compromettere, infettare e cancellare ad esempio file fondamentali per il sistema operativo. Alcuni dei macrovirus più frequenti e comuni sono: Word Macro/Concept, Word Macro Atom, Word Macro/Bandung, Word Macro/Colors, Word Macro/Nuclear, Melissa, I Love You. I macro virus sono considerati dai programmatori virus facili da realizzare, ma difficili da "depurare" anche per i moderni antivirus.

## Come operano, pericoli e problemi causati
La locazione fisica del macro virus all'interno del file dipende dal formato, che nel caso dei prodotti Microsoft è particolarmente complicato. Prendendo ad esempio in considerazione i macro virus di Word, questi prendono forma nel modello generale Normal.dot che è quello che viene caricato normalmente all'avviamento di Word. Una volta installato, a seconda delle macro che lo compongono può inibire varie funzioni di Word come l'apertura e chiusura di un documento, la modifica, il salvataggio di file e altro. I macro virus sono considerati dai programmatori virus facili da realizzare, ma difficili da "depurare" anche per i moderni antivirus. La posta via Internet non può trasmettere virus informatici e non lo potrà mai trasmettere a meno che il programma di posta non consenta di eseguire automaticamente istruzioni macro, incluse nella posta medesima senza il consenso dell'utente.
Infatti qualora vi fossero istruzioni macro appare sempre la finestra con la quale si autorizza l'apertura di tali funzioni. È pertanto fondamentale ricordare che i virus, anche quelli scritti in linguaggio macro, sono sempre dei programmi, per cui un virus non potrà mai trasmettersi con i dati. Discorso a parte meritano gli allegati. Questo perché ad un messaggio di posta è possibile allegare anche un file contenente delle macro eventualmente in formato compresso, con la possibilità dunque di contenere un virus informatico. È pertanto compito dell'operatore giudicare e stabilire se eseguire il programma allegato o aprire il documento o no. Pertanto è buona norma controllare i file allegati con un programma antivirus.
I macro virus agiscono secondo le istruzioni del programmatore che li ha creati. Essi si inseriscono in memoria sia quando viene caricato il documento infetto che li contiene e quando vengono compiute determinate operazioni come per esempio il salvataggio automatico. In questo modo prendono il controllo del programma in questione. I virus delle macro possono portare molti problemi come la possibilità di salvare il documento solo in formato .txt, cancellazione di intere directory di file, occupazione di memoria portata all'eccesso fino al blocco totale del sistema.

## Rimedi
Il rimedio più semplice è la prevenzione. Questa va tenuta sempre in considerazione e la miglior prevenzione si chiama in questo caso diffidenza. Per proteggersi dai Macro Virus si deve attivare perciò la protezione selezionandone l'opportuno livello, mediante il menu Strumenti/Macro/Protezione. A questo punto risulta perciò opportuno alla ricezione di un file contenente macrodefinizioni con estensione .doc, .xls, durante l'apertura dell'avviso di conferma di attivazione della macro, prevenire cliccando sulla voce "disattiva macro", sia se si conosca la fonte del file, (considerando che anche nel tal caso il virus potrebbe esser comunque presente) sia altresì se non si conosca la fonte.
Quest'azione permetterà di entrare nel documento in modalità di sola lettura: le macro sono disattivate (quindi l'eventuale macro virus è innocuo), non sarà possibile modificare il documento ma solo leggerne il contenuto ed analizzare il funzionamento delle macro. Per quanto concerne i moderni antivirus, vi sono tre modelli nei quali essi operano ossia di rilevamento verificando l'integrità  del sistema, di monitoraggio controllando attività sospette e infine di scanner ricercando stringhe nel sistema caratteristiche dei virus note.

## Esempio di Macrovirus: I Love You
Onel De Guzman, brillante studente dell'AMA Computer University nelle Filippine, fu il protagonista della creazione del virus informatico I Love You la cui comparsa risale al maggio 2000. Progettato e compilato in Visual Basic Script, grazie a un nome innocente quanto accattivante, molte furono le vittime infettate e colte in tranello dal virus. Come consuetudine dei macrovirus "I Love You" si propagava via web sotto forma di allegato. Tra i suoi elementi individuabili e che lo contraddistinguevano vi sono la neutralizzazione delle difese delle macro, attraverso la procedura detta regruns, infettare la base dei registri con lo scopo di eseguire il virus ad ogni avvio di sistema e la capacità di individuare la directory di default per lo scaricamento dei file da internet.